# Xavi Sarrià
Xavier Sarrià i Batlle (Barcelona, 7 d'abril de 1977), més conegut com Xavi Sarrià, és un cantant, músic, guitarrista, escriptor i editor valencià. Va ser anteriorment líder del grup Obrint Pas.

## Trajectòria
Nascut a Barcelona el 1977, es traslladà a viure a València de ben jove. És membre fundador del grup valencià Obrint Pas. Prèviament formà part de la creació de Tant Se Val. Amb només 15 anys va conduir el programa de rock en català El Celobert de Ràdio Klara. Fou un dels fundadors del segell musical autogestionat 45 Revolucions. Posteriorment, fou un dels impulsors així com redactor del periòdic independent L'Avanç, on era coordinador de la secció Internacional. Ha estat col·laborador de Catalunya Ràdio i L'Accent. Va estudiar filologia catalana a la Universitat de València juntament amb els cantants Feliu Ventura i Josep Nadal (cantant de La Gossa Sorda), el polític Alfred Remolar i l'escriptor Marc Pallarès.
El 2008 va publicar el seu primer llibre de ficció Històries del Paradís, amb l'editorial Bromera. El 2009 va participar en el llibre Ara, País Valencià (Publicacions de la Universitat de València). El 2010 va publicar el conte Quaranta-tres al suplement Quadern del diari El País. El 2011 l'Editorial Txalaparta va publicar la traducció al castellà Historias del Paraíso. El 2012 va guanyar el Premi Ovidi a la millor lletra de cançó per «Al país de l'olivera» inclosa al disc Coratge. El 2014 va publicar la novel·la Totes les cançons parlen de tu a l'editorial Sembra Llibres, de la qual va ser cofundador. El 2016 fou coguionista del curtmetratge documental La batalla d'Amed, viatge al Kurdistan assetjat (Metromuster) basat en el viatge que va realitzar juntament amb Feliu Ventura i Xavier Artigas al Kurdistan per ajudar a difondre la situació dramàtica i silenciada del poble kurd a l'Estat turc.
El desembre 2016 va rebre el Premi a la Trajectòria al Festival Suns Europe, el festival europeu de referència de les arts escèniques expressades en llengües minoritzades, celebrat Teatre Nuovo Giovanni d’Udine
El setembre del 2017 va publicar el seu primer disc en solitari després de la separació d'Obrint Pas, Amb l'esperança entre les dents. És el seu primer disc en solitari. Consta de 13 cançons amb les col·laboracions de Miquel Gironès, Xabi Arakama, Sara Hebe, Key Day, Gorka Urbizu de Berri Txarrak, Rafa Arnal, Núria Pons i Marina Bolea. El 2019 publica la cançó «Alliberar-nos», guanyadora del Premi Ovidi Montllor a millor cançó de l'any.
El 2020 va participar en la banda sonora de la pel·lícula La mort de Guillem, que narra l'assassinat del jove antifeixista Guillem Agulló, amb la cançó «No s'apaguen les estreles» que comptà amb la participació de Pep Gimeno «Botifarra» i l'escoleta del Cor de l'Eliana. El videoclip de la cançó es va estrenar el 23 de setembre del 2020 i va donar lloc a un espectacle que Sarrià va presentar al Teatre Principal de València els dies 29 i 30 d'abril de l'any següent, a més d'un documental coproduït juntament amb David Segarra i Víctor Serna en forma d'aplec de deu històries on s'expliquen els orígens populars i combatius del País Valencià.
L'abril del 2022 va presentar el seu segon treball discogràfic en solitari, Causa, una col·lecció de cançons amb una riquesa instrumental marca de la casa al servei de narrar musicalment les lluites dels oblidats contra les múltiples opressions que perviuen a les nostres societats. El disc va guanyar el Premi Ovidi Montllor a millor disc de mestissatge i dos Premis Carles Santos de la Música Valenciana a millor disc de fusió i millor cançó de l'any per «No s'apaguen les estreles».

## Discografia

### Amb Obrint Pas
- Obrint pas (Autoeditat, 1994) Casset.
- La nostra hora (Autoeditat, 1994) Casset.
- Recuperant el somni (Autoeditat, 1994) Casset.
- La revolta de l'ànima (45 Revolucions, 1997) CD.
- Obrint pas (Propaganda pel fet!, 2000) CD.
- Terra (Propaganda pel fet!, 2002) CD.
- La flama (Propaganda pel fet!, 2004) CD.
- En moviment! (Propaganda pel fet!, 2005) CD i DVD.
- Benvingut al paradís (Propaganda pel fet!, 2007) CD i DVD.
- Coratge (Propaganda pel fet!, 2011) CD i llibre.

### En solitari
- Amb l'esperança entre les dents (Propaganda pel fet!, 2017) CD, Premi Ovidi Montllor 2019 a la Millor cançó per «Alliberar-nos».[10]
- Causa (Propaganda pel fet!, 2022) CD.[11]Premi Ovidi Montllor 2022 al Millor disc de mestissatge.

### Col·laboracions
- Feliu Ventura 'El que diuen els arbres' (Barricades de paper, 2003)
- Voltor 'Quan no ens quede res' (Aprenent a volar, 2005)
- Al Tall 'El cant dels Maulets' (Envit a vares, 2006)
- Gertrudis 'Xaouen, Bilbo, Barcelona' (Gertrudis, 2009)
- Dekrèpits 'El món gira al revés' i 'Les rondes del vi', (El món gira al revés, 2008)
- Korrontzi 'Akelarre' (Getxo, 2008)
- Harrika 'Dos fronts oberts' (Itzaletan, 2008)
- Skalissai 'En un instant' (Mentre la Terra dorm, 2009)
- Dakidarría 'Linguas ceibes' (Utopias emergentes, 2012)
- Companyia Elèctrica Dharma 'La presó del rei de França' (Nit col·lectiva, 2012)
- Betagarri 'Jaio Nintzen' (Zorion Argiak, 2012)
- Ze Esatek! 'Pas a pas' (Gu gara, 2012)
- Malnom 'Voltors' (Voltors, 2012)
- Termofrígudus 'Arrels' (El opio del pueblo, 2012)
- Aspencat 'L'herència' (Inèdit, 2012)
- Andreu Valor 'Història d'un amor alternatiu' (A l'ombra de l'obscuritat, 2012)
- Smoking Souls 'Nòmades' (Nòmades, 2014)
- El Diluvi 'Bandera clara' (Alegria, 2015)
- Kontaminació Akústica 'Germanor' (Voraviu, 2016)
- Sant Gatxo 'Del sud' (Sant Gatxo 20 anys, 2016)
- Pepet i Marieta 'Som Aplec' (Som Aplec, 2016)
- La Gossa Sorda 'Entre canuts' (L'última volta en concert, 2016)
- Roba Estesa 'Com animals salvatges' (Amb l'esperança entre les dents, 2017)[12]
- Mascarats 'Vent emancipador' (Trencarem l'imaginari, 2017)
- Pep Gimeno «Botifarra» 'No s'apaguen les estreles' (La mort de Guillem, 2020)
- Txarango 'Esperança' (El Gran Ball, 2021)

## Llibres
- 2008: Històries del Paradís (Edicions Bromera; traduït al castellà per l'Editorial Txalaparta el 2011)
- 2014: Totes les cançons parlen de tu (Sembra Llibres)[13]
- 2019: Al país de l'olivera (Sembra Llibres)

### Col·laboracions
- 2009: «La generació de l'ofensiva» a Ara, País Valencià (Publicacions de la Universitat de València) Diversos Autors.
- 2010: «Lluites, cançons i emocions» a Infectació, 42 visions dels Països Catalans (Col·lectiu Infectació, Difon la idea, Ateneu Llibertari Alomà) Diversos Autors.
- 2014: Pròleg de Rebels amb causa (Tigre de Paper Edicions) Albert Martín, Mireia Foradada, Maria Rodó i Jordi E. Castany.[5]
- 2014: «El jovent davant d'una nova esperança» a La Segona República a Catalunya: El temps de les il·lusions (Ara Llibres) Diversos Autors.
- 2016: «Quaranta-tres», dins Escriure el país (Onada Edicions) Diversos Autors
- 2016: Pròleg de Perspectives III (Espai Fàbrica)
- 2019: Pròleg de Les aventures d'en Cebeta de Gianni Rodari (Sembra Llibres)
- 2022: Pròleg d'Autòpsia d'un país de Lucas Marco (Sembra Llibres)

## Documentaris
- 2016: La batalla d'Amed, viatge al Kurdistan assetjat
- 2017: Més enllà dels camps
- 2021: No s'apaguen les estreles